# Marino I di Gaeta
Marino I di Gaeta (fl. IX secolo) fu ipato bizantino di Gaeta, in associazione con suo padre Costantino.
Da un documento dell'839 (e da uno simile del'866) risulta che Costantino aveva associato alla sua carica il figlio Marino, pure con il titolo di ipato.
Dall'866 Costantino e Marino scompaiono dai documenti in maniera talmente improvvisa da far supporre siano stati violentemente deposti dal loro successore Docibile I.